# Nikola Ogrodníková
Nikola Ogrodníková (Ostrava, 28 agosto 1990) è una giavellottista ceca, precedentemente attiva anche nelle prove multiple.

## Palmarès
| Anno | Manifestazione    | Sede      | Evento                 | Risultato | Prestazione | Note                                     |
| ---- | ----------------- | --------- | ---------------------- | --------- | ----------- | ---------------------------------------- |
| 2007 | Mondiali allievi  | Ostrava   | Eptathlon              | 7ª        | 5.161 p.    |                                          |
| 2007 | Europei juniores  | Hengelo   | Eptathlon              | Bronzo    | 5.607 p.    |                                          |
| 2008 | Mondiali juniores | Bydgoszcz | Eptathlon              | 22ª       | 4.735 p.    |                                          |
| 2008 | Mondiali juniores | Bydgoszcz | Lancio del giavellotto | 8ª        | 53,94 m     |                                          |
| 2009 | Europei juniores  | Novi Sad  | Lancio del giavellotto | 17ª (q)   | 38,50 m     |                                          |
| 2011 | Europei under 23  | Ostrava   | Lancio del giavellotto | 22ª (q)   | 48,04 m     |                                          |
| 2013 | Europei a squadre | Dublino   | Lancio del giavellotto | 5ª        | 49,61 m     |                                          |
| 2014 | Europei           | Zurigo    | Lancio del giavellotto | 20ª (q)   | 53,15 m     |                                          |
| 2017 | Mondiali          | Londra    | Lancio del giavellotto | 19ª (q)   | 59,99 m     |                                          |
| 2018 | Europei           | Berlino   | Lancio del giavellotto | Argento   | 61,85 m     |                                          |
| 2019 | Giochi europei    | Minsk     | Lancio del giavellotto | 7ª        | 59,49 m     |                                          |
| 2019 | Mondiali          | Doha      | Lancio del giavellotto | 11ª       | 57,24 m     |                                          |
| 2021 | Giochi olimpici   | Tokyo     | Lancio del giavellotto | 16ª (q)   | 60,03 m     |                                          |
| 2022 | Mondiali          | Eugene    | Lancio del giavellotto | 8ª        | 60,18 m     |                                          |
| 2022 | Europei           | Monaco    | Lancio del giavellotto | 12ª       | 54,48 m     |                                          |
| 2023 | Giochi europei    | Chorzów   | Lancio del giavellotto | Argento   | 61,75 m     | [ 1 ]                                    |
| 2023 | Mondiali          | Budapest  | Lancio del giavellotto | 28ª (q)   | 54,59 m     |                                          |
| 2024 | Europei           | Roma      | Lancio del giavellotto | 5ª        | 61,78 m     | Miglior prestazione personale stagionale |
| 2024 | Giochi olimpici   | Parigi    | Lancio del giavellotto | Bronzo    | 63,68 m     | Miglior prestazione personale stagionale |